# Space Firebird 2772
Space Firebird 2772 (jap. 火の鳥2772 愛のコスモゾーン Hi no Tori 2772: Ai no Cosmozone) ist ein Anime-Film von 1980, der auf der Mangaserie Hi no Tori von Osamu Tezuka basiert. International wurde er auch als Phoenix 2772 bekannt.

## Handlung
Im 22. Jahrhundert werden die Menschen in Laboren gezeugt, selektiert und von Robotern aufgezogen, wie es die technokratischen Regierungen für richtig halten, die den Planeten kontrollieren und ausbeuten. Godo wächst unter der Obhut des fürsorglichen Roboters Olga auf. Von ihrer Gestalt einer attraktiven jungen Frau kann sie sich jederzeit in alle möglichen Spielzeuge oder Fahrzeuge verwandeln. So wächst Godo als einfühlsamer Mensch auf, der gegen die Ungerechtigkeiten der Gesellschaft aufbegehrt. Er wurde ausgewählt, Pilot zu werden, und wird mit dem Auftrag betraut, den mystischen Space Firebird fangen, dessen Blut unsterblich und allmächtig machen soll. Dies soll der Elite zugutekommen und den heruntergewirtschafteten Planeten zur neuen Blüte verhelfen. Godo erfährt dabei, dass der ihn beauftragende Kommendant Rock sein Bruder ist. Der wurde wegen seiner Intelligenz und Skrupellosigkeit als Teil der politischen Elite ausgewählt.
Rock ist auch der Verlobte der jungen Lena, die ebenfalls Teil der Elite ist und in die sich auch Godo verliebt. Doch als die Affäre der beiden herauskommt, wird Godo für dieses Verbrechen verurteilt. Er wird in ein Arbeitslager geschickt, wo im Auftrag von Rock daran gearbeitet wird, das Magma im Erdinneren als letzte Energiequelle des Planeten zu aktivieren. Gemeinsam mit Dr. Salta flieht Godo und reist durch den Weltraum, um auf eigene Faust den Feuervogel zu finden. Auf der Mission wird er von Olga begleitet, die ihn liebt und Godo helfen will, mit dem Blut des Feuervogels die sterbende Erde wiederzubeleben. Auch die Außerirdische Pincho begleitet die drei, die zuvor bei Lena als Dienerin gearbeitet hat. Ihre Herrin können sie nicht mitnehmen, da sie kurz zuvor Rock geheiratet hat, was Godo über seine vergebliche Liebe verzweifeln lässt. Das Liebesgeständnis Olgas weist er zurück.
Zunächst reisen sie zu einem alten Freund von Dr. Salta, der als Einsiedler auf einem fremden Planeten lebt. Er vermittel sie an zwei Außerirdische, die sie zum Feuervogel führen. Dort angekommen finden sie die Reste der letzten, vom Vogel zerstörten Erdmission. Es entbrennt ein Kampf mit dem Vogel, bei dem die Gruppe einer nach dem anderen ums Leben kommt oder vom Vogel gefressen wird. Doch als Olga verbrannt wird, erkennt Godo, dass er eigentlich sie die ganze Zeit geliebt und ihre Gefühle erwidert hat. Seine bedingungslose Liebe für den Roboter trifft die Schwachstelle des Feuervogels. Sie zeigt sich Godo in ihrer friedlichen Gestalt und erfüllt ihm einen Wunsch: Olga wiederzubeleben. Mit ihr reist Godo zunächst zu einem vom Feuervogel neu belebten Planeten, wo sie friedlich leben können. Doch Godo zieht es zurück zur Erde, um seine Heimat zu retten. Mit einer großen Zahl Pflanzen bricht er auf, um mit diesen die Erde wieder fruchtbar zu machen. Er kommt beim Arbeitslager an, von dem er geflohen war, als es gerade von Rock und Lena besucht wird. Es kommt zu einem Ausbruch des Magmas und ein Aufbrechen der Erdkruste durch die künstliche Aktivierung des Erdinneren, das zunächst das Arbeitslager und dann die ganze Erde umfasst. Rock und Lena, die Godo verraten hat, versuchen ihn noch für ihr Überleben auszunutzen. Doch kommen sie beide um. Als die Menschheit und das Leben auf der Erde schon im Untergang begriffen ist, wünscht sich Godo die Wiederbelebung des Planeten. Der in Olga zu ihrer Wiederbelebung lebende Feuervogel erfüllt ihm diesen Wunsch im Tausch gegen Godos eigenes Leben. Das Leben auf der Erde kann damit von neuem beginnen.

## Produktion und Veröffentlichung
Der Film entstand bei Tezuka Productions, Osamu Tezukas eigenem Produktionsstudio. Gemeinsam mit Taku Sugiyama führte Tezuka auch Regie und schrieb das Drehbuch. Tezukas Übersetzer Frederik Schodt und Jared Cook sowie der Science-Fiction-Schriftsteller Sakyō Komatsu wurden als an der Planung beteiligt genannt. Die künstlerische Leitung lag bei Shinji Ito und Tsuyoshi Matsumoto, das mechanical Design stammt von Satomi Mikuriya und die Animationsarbeiten leiteten Kazuko Nakamura und Noboru Ishiguro. Die Musik des Films wurde komponiert von Yasuo Higuchi. Die Geschichte basiert auf dem Kapitel der Zukunft aus Tezukas am längsten laufender Serie Hi no Tori.
Der Film kam am 15. März 1980 in die japanischen Kinos, der Vertrieb lag bei Tōhō. Noch im gleichen Jahr wurde der Anime auf der San Diego Comic Convention erstmals in den USA mit englischen Untertiteln aufgeführt. Die Aufführung kam in Verbindung mit einem Besuch Tezukas auf der Veranstaltung zustande. 1985 kam er mit deutscher Synchronfassung bei Allvideo auf VHS heraus. 1991 folgte eine zweite Veröffentlichung dieser Fassung bei MCP Video in drei Teilen. Später entstanden französische, spanische, italienische und polnische Fassungen. Während in den USA auch eine Synchronfassung auf VHS und später DVD erschien, wurde der Film in Italien, Frankreich, Kuba und Mexiko im Fernsehen ausgestrahlt.

## Synchronisation
Die deutsche Sprachfassung entstand 1985.
| Rolle              | Japanischer Sprecher (Seiyū) | Deutscher Sprecher    |
| ------------------ | ---------------------------- | --------------------- |
| Godo (Godot)       | Kaneto Shiozawa              | Andreas von der Meden |
| Olga               | Katsue Miwa                  | Heidi Berndt          |
| Rock               | Shūichi Ikeda                | Rüdiger Schulzki      |
| Lena               | Toshiko Fujita               |                       |
| Feuervogel         | Keiko Takeshita              | Monika Gabriel        |
| Dr. Saruta (Salta) | Kazuo Kumakura               | Günther Jerschke      |
| Black Jack         | Masatō Ibu                   | Peter Lakenmacher     |
| Pincho             | Kazue Takahashi              | Astrid Kollex         |

## Rezeption
Nach seiner US-Premiere auf dem Festival gewann der Film den Inkpot Award der San Diego Comic Convention sowie später im gleichen Jahr den Animation Award des Las Vegas Film Festivals. Bei der Vorführung auf der Comic Con war der Erfolg des Films so groß, dass er auf Druck der Fans ein zweites Mal gezeigt wurde. Die Anime Encyclopedia nennt den Film eine für Tezuka typische Mischung aus komischen Charakteren, von Disney inspirierten Musical-Szenen, einem Kontrast zwischen innerer Schönheit und täuschendem Äußeren sowie ehrlich unterstützenden und ausbeuterischen menschlichen Beziehungen. Der visuelle Einfallsreichtum Tezukas mache jedes Bild zu einem Vergnügen. Für Andreas C. Knigge ist der Anime ein „Meisterwerk der Zeichentrickkunst“. Die Animerica nennt Space Firebird einen ausgezeichneten, aber in Vergessenheit geratenen Film. Die Anime DVD nennt die deutsche Fassung des Films ein seltenes Sammlerstück, trotz dass die Synchronisation „ein Graus“ sei.